# Pierre André Latreille
Pierre André Latreille (Brive-la-Gaillarde, 1762. november 29. – Párizs, 1833. február 6.) francia zoológus, aki leginkább az ízeltlábúak kutatásával foglalkozott. Zoológiai szakmunkákban nevének rövidítése: „Latreille”. Eredetileg római katolikus papnak tanult, a francia forradalom idején bebörtönözték, és csak azt követően szabadult, hogy azonosított egy ritka szúfarkasféle bogárfajt (a Necrobia ruficollist), aminek egy példányát a börtönben találta meg.
Első jelentősebb művét 1796-ban publikálta, Précis des caractères génériques des insectes címmel, ugyanabban az évben állást kapott a párizsi természettudományi múzeumban. Az ízeltlábúak rendszerezése és taxonómiája terén kifejtett tevékenysége hamar elismertséget szerzett a számára, és egyebek között azt eredményezte, hogy Georges Cuvier őt kérte fel monumentális állattani műve, a Le Règne Animal ízeltlábúakról szóló fejezetének megírására – ez volt a könyv egyetlen olyan része, amit Cuvier nem maga írt.
Latreille-t kora legkiválóbb entomológusának tekintették, egyik tanítványa az "entomológusok hercege"ként írta le.

## Élete

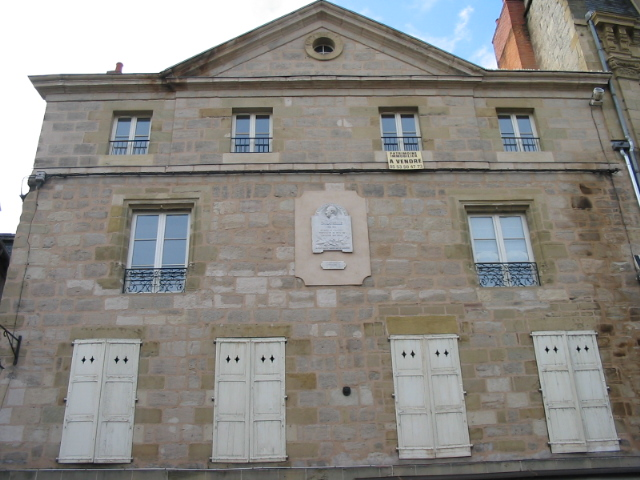
Szülőháza Brive-la-Gaillarde településen

### Fiatalkora
Pierre André Latreille 1762. november 29-én született Brive-la-Gaillarde településen, házasságon kívüli gyerekként; anyjának – aki a születésekor elhagyta – ismeretlenül maradt a kiléte, apja pedig egy báró volt, aki azonban sosem ismerte el saját fiának. A "Latreille" nevet – ami egy, a törvénytelen származásra utaló ragadványnévből ered – hivatalosan csak 1813-ban vette fel. Egészen kis korában megárvult, de befolyásos gondviselői voltak – előbb egy orvos, majd egy kereskedő, végül egy báró és családja; 1778-ban utóbbiakkal együtt Párizsba költözött.
Iskoláit szülőfalujában kezdte, majd Párizsban folytatta, ahol papnak kezdett tanulni. 1780-86 között Limoges-ban tanult, ahol diakónusként végzett. Ténylegesen sosem szolgált papként, bár néhány évig a leveleinek aláírásában rendszeresen tett valamilyen utalást egyházi végzettségére.
Még papi tanulmányait folytatta, amikor érdeklődése a természettudományok felé fordult, azt követően, hogy látogatást tett a párizsi királyi botanikus kertben. Növénytani órákat kezdett venni René Just Haüy botanikustól, akin keresztül megismerkedett Jean-Baptiste Lamarckkal is.

### Necrobia ruficollis

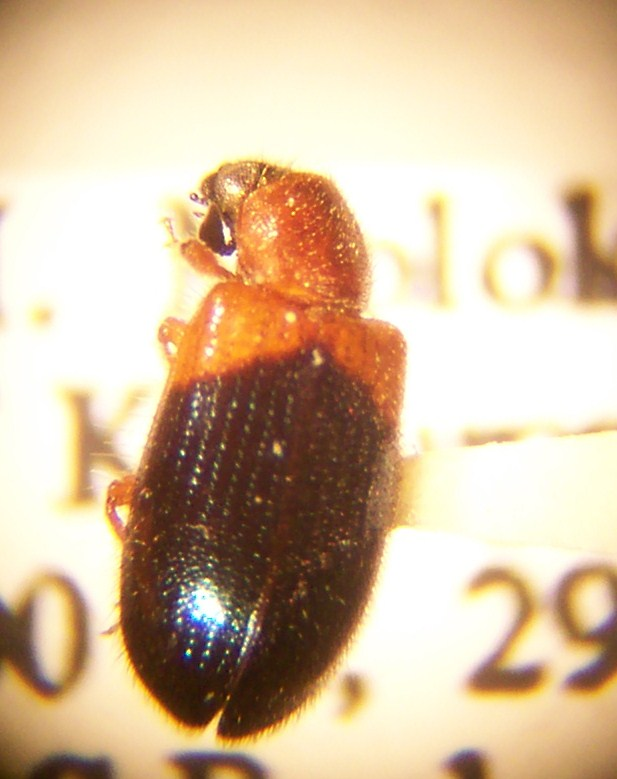
Latreille életét a Necrobia ruficollis nevű bogárfaj börtönbeli felfedezése mentette meg

Az Ancien régime bukását és a francia forradalom kitörését követően, 1790-ben meghirdették a papság polgári alkotmányát, amely a papok számára kötelezővé tette, hogy az államra tegyenek esküt. Latreille ezt nem tette meg, ezért 1793 novemberében bebörtönözték és kivégzés fenyegette.
Egy alkalommal azonban, amikor a börtönorvos a fogvatartottak vizsgálata során az ő celláját is felkereste, meglepődve látta, hogy Latreille egy bogarat vizsgálgat a padlón. További meglepetést okozott számára, amikor Latreille közölte vele, hogy egy ritka bogárfajt talált, ezért az orvos úgy döntött, hogy elküldi az állatot egy tizenéves helyi természetbúvárnak, Jean Baptiste Bory de Saint-Vincentnek. Utóbbi jól ismerte Latreille munkáit, ezért elhatározta, hogy megpróbálja kiszabadíttatni őt, ami sikerült is neki. Az állat azonosítása során egyértelművé vált, hogy ahhoz a szúfarkasféle fajhoz tartozik, amit Johan Christian Fabricius írt le 1775-ben, felismerése viszont megmentette Latreille életét.
Később Latreille tanári munkát vállalt és rendszeres levelezésbe kezdett más entomológusokkal, köztük Fabricius-szal is. 1796-ban, Fabricius bátorítására megjelentette Précis des caractères génériques des insectes című művét, saját kiadásban. 1797-ben házi őrizetbe helyezték, könyvét pedig elkobozták, de Georges Cuvier, Bernard Germain de Lacépède és Lamarck [akik akkor már mind neves zoológusoknak számítottak, és a párizsi természettudományi múzeum munkatársai voltak] együttes fellépésükkel elérték a szabadlábra helyezését. 1798-ben Latreille is múzeumi állást kapott, Lamarck mellett, feladata az ízeltlábúak gyűjteményének rendezése és gyarapítása volt, illetve több zoológiai művet is megjelentetett ebben az időben.

### Az Első Birodalom
1814-ben, egy akadémikus halálát követően a francia tudományos akadémia a címzetes tagjává választotta. A következő évek nagyon produktívan teltek a számára: a múzeum kiadványaiba írt különféle publikációk mellett ekkor írta meg Georges Cuvier felkérésére a Le Règne Animal (magyarul kb.: "Az állatok királysága") című, terjedelmes művének ízeltlábúakról szóló fejezetét, valamint több száz rovartani szócikket is írt az akkor készülő új természettudományi lexikon számára. Miután Lamarck látása rohamos romlásnak indult, ő vette át – egyre növekvő arányban – az ő oktatói és kutatói munkáját is. 2020-ban a Leopoldina Német Természettudományos Akadémia tagjává választották. 1821-ben a francia Becsületrend lovagjává ütötték, 1829-ben pedig teljesen átvette Lamarck katedráját.

### Kései évei
1824-től Latreille egészsége hanyatlásnak indult, ezért tanári feladatait átadta Jean Victoire Audouinnek és a további kutatómunkájához is újabb munkatársakat vett fel,  hogy a segítségére legyenek. Múzeumi állásából 1832. április 10-ével vonult nyugdíjba, majd vidékre utazott a Párizsban kitört kolerajárvány elől. Késő ősszel tért csak vissza Párizsba, ahol már csak néhány hetet élt; 1833. február 6-án halt meg, vesebajban.

## Magánélete
Dacára annak, hogy felszentelt pap volt, ismeretlen időpontban házasságot kötött; felesége három évvel őelőtte hunyt el. Kérelmezte ugyan, hogy kapjon felmentést a papi nőtlenség alól, de nem ismert adat arra vonatkozóan, hogy ezt megadták volna a számára. Házasságukból nem született gyerek, de egy unokahúgát ők nevelték fel.

## Emlékezete
Halála után a francia rovartani társaság gyűjtést szervezett annak érdekében, hogy előteremthessék egy, az emlékére emelendő obeliszk költségeit. A mintegy három méter magas emlékművet Latreille sírjánál állították fel, a Père-Lachaise temetőben, az oszlopra többféle feliratot véstek, ezek között ott szerepel annak a bogárnak a latin neve is, amely a börtönben megmentette az életét. Rengeteg későbbi zoológus szerző ajánlotta egy vagy több művét Latreille emlékének, a róla elnevezett fajok száma már 1850-re elérte a 163-at. A teljesség igénye nélkül az alábbi fajokat és más taxonokat nevezték el az emlékére:
- Lumbrineris latreilli Audouin & Henri Milne-Edwards, 1833
- Cecrops latreillii Leach, 1816
- Apseudes latreillii H. Milne-Edwards, 1828
- Orbinia latreillii Audouin & H. Milne-Edwards, 1833
- Latreillia Roux, 1830
- Cilicaea latreillei Leach, 1818
- Bittium latreillii Payraudeau, 1826
- Macrophthalmus latreillei Desmarest, 1822
- Eurypodius latreillei Guérin, 1828
- Sphex latreillei Lepeletier de Saint Fargeau, 1831

## Művei

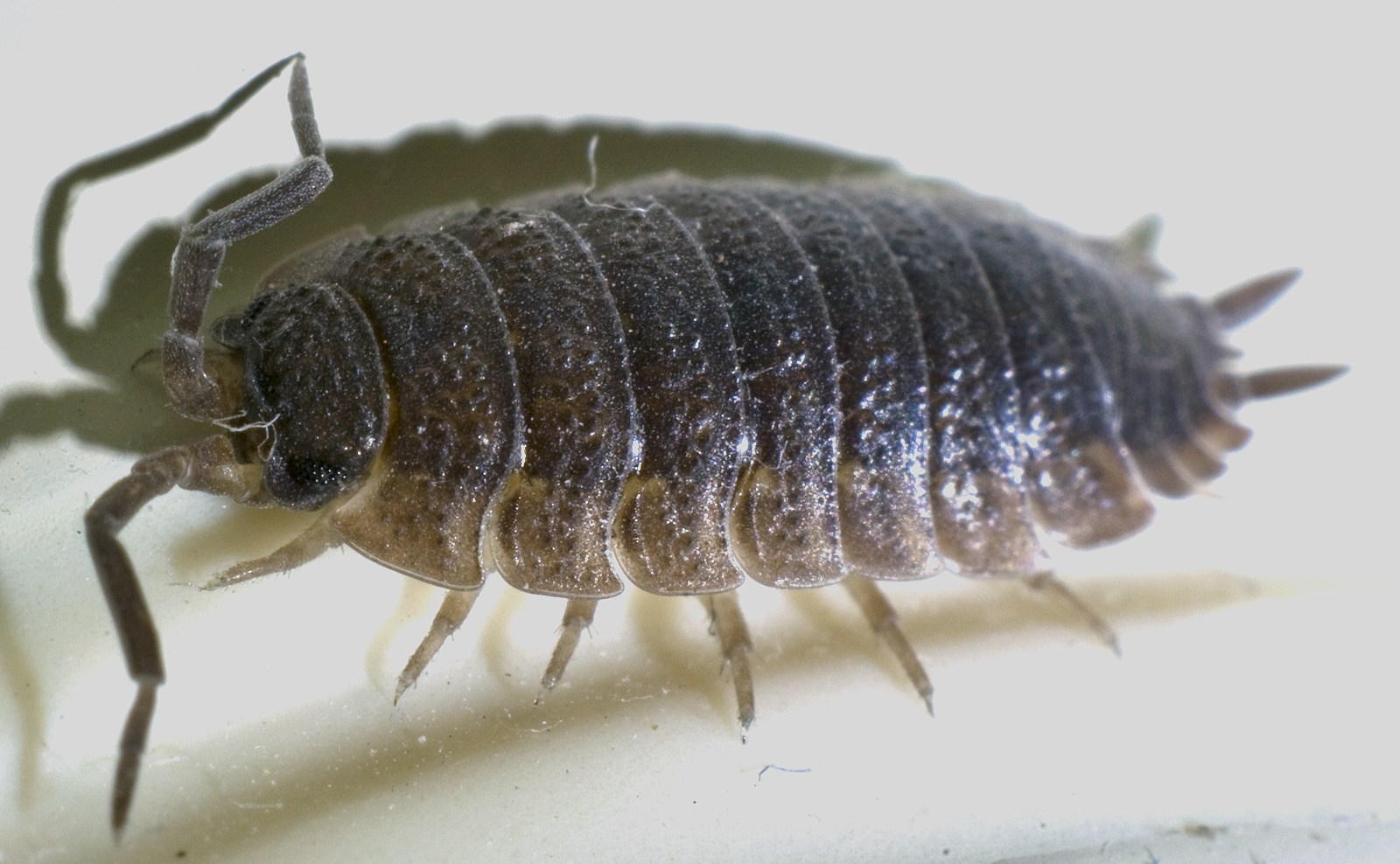
Érdes pinceászka (Porcellio scaber) – a fajt Latreille írta le 1804-ben, csakúgy, mint a faj fölötti taxonokat is: a Porcellio nemzetséget (1804), az Oniscidea (szárazföldi ászkarákok alrendet (1802), az ászkarákok (Isopoda) rendjét (1817) és a felsőbbrendű rákok (Malacostraca) osztályát (1802).

## Fordítás
- Ez a szócikk részben vagy egészben  a   Pierre André Latreille című angol Wikipédia-szócikk fordításán alapul.  Az eredeti cikk szerkesztőit annak laptörténete sorolja fel. Ez a jelzés csupán a megfogalmazás eredetét és a szerzői jogokat jelzi, nem szolgál a cikkben szereplő információk forrásmegjelöléseként.